# Le Poizat
Pour les articles homonymes, voir Poizat.
Le Poizat est une ancienne commune française, située dans le département de l'Ain en région Auvergne-Rhône-Alpes.
Elle fusionne le 1er janvier 2016 avec la commune de Lalleyriat pour donner la commune du Poizat-Lalleyriat.
Les habitants du Poizat s'appellent les Poizatiers.

## Géographie
Commune située dans la zone montagneuse du plateau de Retord, à une dizaine de kilomètres à l'est de Nantua.

## Toponymie
Du latin puteus, « trou, fosse », « gouffre, fosse très profonde », « puits d’eau vive » ou même « puits de mine » et du diminutif en -at. Son sens s’est ensuite étendu au « trou creusé pour atteindre une nappe d’eau souterraine ».

## Histoire
La commune est issue de la scission de Lalleyriat le 6 décembre 1827. Toutefois, les deux communes ne referont plus qu'une le 1er janvier 2016 à la suite de la création de la commune nouvelle du Poizat-Lalleyriat par arrêté préfectoral du 15 septembre 2015.

## Politique et administration

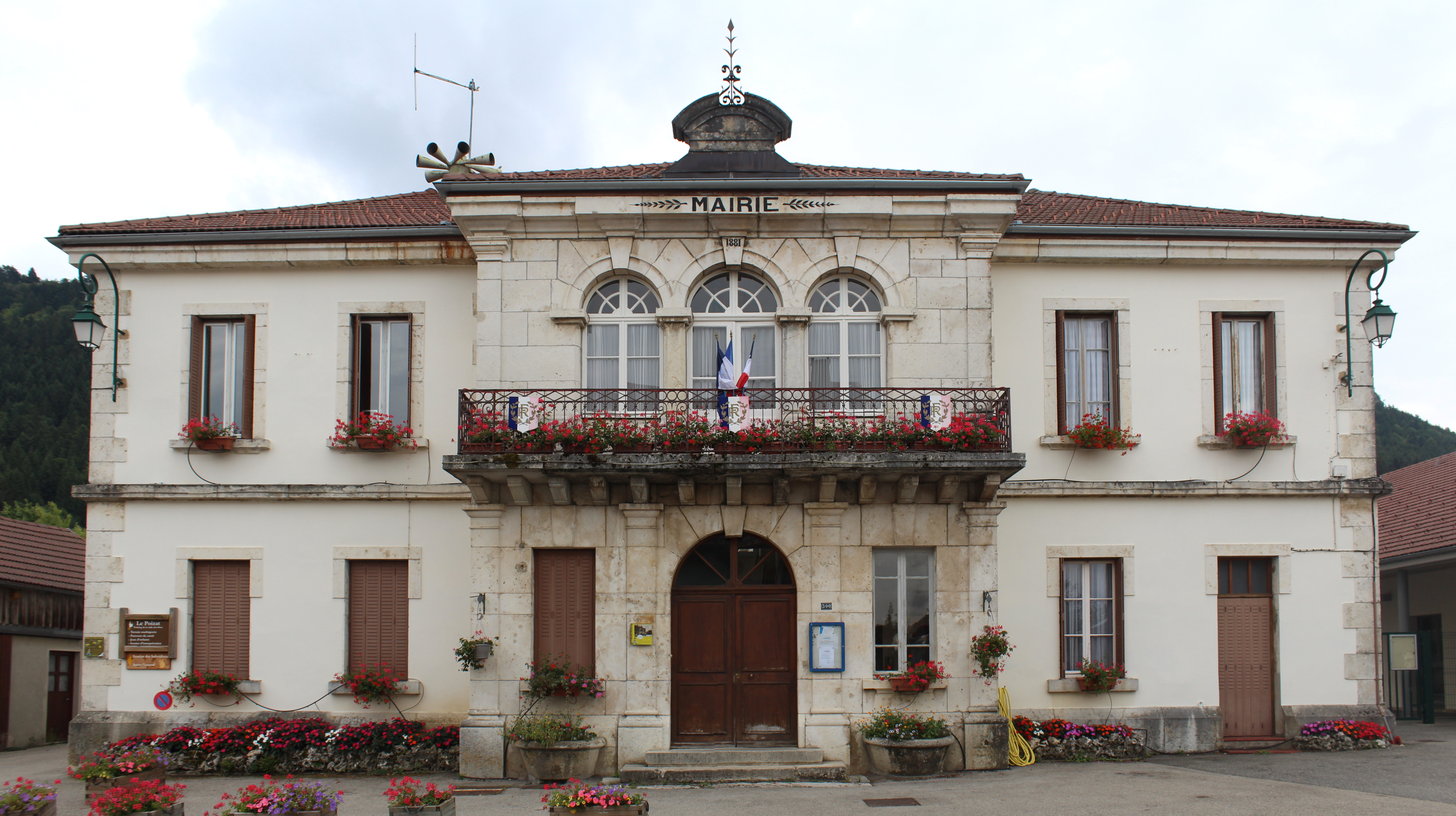
Mairie.

| Période                                  | Période      | Identité             | Étiquette | Qualité  |
| ---------------------------------------- | ------------ | -------------------- | --------- | -------- |
| juin 1995                                | mars 2001    | Marie-Claude Rochaix |           |          |
| mars 2001                                | 2005 (décès) | Robert Moretti       |           |          |
| avril 2005                               | mars 2014    | Raymond Poupon       |           |          |
| mars 2014                                | janvier 2016 | Yvon Huyvaert        | SE        | Retraité |
| Les données manquantes sont à compléter. |              |                      |           |          |

| Période | Période | Identité      | Étiquette | Qualité |
| ------- | ------- | ------------- | --------- | ------- |
| 2016    |         | Yvon Huyvaert |           |         |

## Démographie
L'évolution du nombre d'habitants est connue à travers les recensements de la population effectués dans la commune depuis 1831. Pour les communes de moins de 10 000 habitants, une enquête de recensement portant sur toute la population est réalisée tous les cinq ans, les populations de référence des années intermédiaires étant quant à elles estimées par interpolation ou extrapolation. Pour la commune, le premier recensement exhaustif entrant dans le cadre du nouveau dispositif a été réalisé en 2008.
En 2018, la commune comptait 478 habitants, en évolution de +8,64 % par rapport à 2012 (Ain : +5,15 %, France hors Mayotte : +2,11 %).
| 1831 | 1836 | 1841 | 1846 | 1851 | 1856 | 1861 | 1866 | 1872 |
| ---- | ---- | ---- | ---- | ---- | ---- | ---- | ---- | ---- |
| 664  | 677  | 675  | 730  | 795  | 731  | 714  | 681  | 662  |

| 1876 | 1881 | 1886 | 1891 | 1896 | 1901 | 1906 | 1911 | 1921 |
| ---- | ---- | ---- | ---- | ---- | ---- | ---- | ---- | ---- |
| 661  | 647  | 612  | 606  | 587  | 538  | 519  | 443  | 395  |

| 1926 | 1931 | 1936 | 1946 | 1954 | 1962 | 1968 | 1975 | 1982 |
| ---- | ---- | ---- | ---- | ---- | ---- | ---- | ---- | ---- |
| 389  | 379  | 386  | 349  | 296  | 270  | 232  | 223  | 210  |

| 1990 | 1999 | 2006 | 2008 | 2013 | 2018 | - | - | - |
| ---- | ---- | ---- | ---- | ---- | ---- | - | - | - |
| 270  | 321  | 403  | 424  | 450  | 478  | - | - | - |

Avant 1827, Le Poizat est rattachée à Lalleyriat.

## Culture locale et patrimoine

### Lieux et monuments
- Église Saint-Félix, datée de 1830.
- Sites classés du lac de Sylans et de la cascade du moulin de Charix[7].